# خورشیدگرفتگی ۳۰ ژوئن ۱۹۹۲
خورشیدگرفتگی ۳۰ ژوئن ۱۹۹۲ (به انگلیسی: Solar eclipse of June 30, 1992) یک خورشیدگرفتگی از نوع خورشیدگرفتگی کامل است. این خورشیدگرفتگی در تاریخ ۳۰ ژوئن ۱۹۹۲ میلادی (‎۹ تیر ۱۳۷۱ خورشیدی) روی داد که زمان اوج آن، ساعت ۱۲:۱۱:۲۲ به‌وقت ساعت هماهنگ جهانی بوده‌است. مدت زمان و طول این خورشیدگرفتگی ۵ دقیقه و ۲۱ ثانیه بود.